# Вудкок, Леонард
Леонард Фрил Вудкок (англ. Leonard Freel Woodcock; 15 февраля 1911 года, Провиденс — 16 января 2001 года, Анн-Арбор) — американский дипломат и профсоюзный деятель, первый посол Соёдиненных Штатов Америки в Китайской Народной Республике.

## Биография
Начальное образование получил в школе в Нортгемптоне в Великобритании.  В 1926 году переехал в Детройт и поступил в Городской колледж Детройта. 
Во время Великой депрессии бросил учёбу и в 1933 году устроился на детройтский завод BorgWarner сборщиком машин. На заводе стал участником профсоюзного движения, вступил в Американскую федерацию труда, а позже и в Объединённый профсоюз рабочих автомобильной промышленности (UAW). C 1938 по 1946 год занимал должность профсоюзного организатора на различных предприятиях. В 1946 году стал первым помощником по административным вопросам президента UAW, с 1947 по 1955 год находился на должности регионального директора UAW. В 1955 году стал главой профсоюзного департамента UAW на General Motors. После смерти Уолтера Рейтера в 1970 году, Вудкок был избран президентом UAW. Во время своего президентства, был включен в список врагов Никсона под номером 9.
С поста президента профсоюза ушел в 1977 году. После отставки, президент США Джимми Картер назначил Вудкока руководителем дипломатической миссии во Вьетнам, целью которой был поиск пропавших без вести во время войны американских солдат. В июле 1977 года Вудкок был назначен главой американского бюро по связям с Китайской Народной Республикой в Пекине. В 1979 году, после установления дипломатических отношений между США и КНР, Вудкок стал первым послом США в Китае. В 1981 году его на этом посту сменил Артур Хаммел.
После возвращения из Китая, преподавал в Центре китаеведения Мичиганского университета, а также читал лекции по праву, экономике и политологии.
Умер 16 января 2001 года в Анн-Арборе.